# Präsidentschafts- und Parlamentswahl in Guatemala 2015
Die Präsidentschaftswahl in Guatemala 2015 fand am 6. September und 25. Oktober 2015 statt. Der 46-jährige frühere Komiker Jimmy Morales setzte sich in der Stichwahl mit rund 68,5 % der Stimmen gegen die Kandidatin der UNE, Sandra Torres, die Ex-Gattin des ehemaligen Präsidenten Álvaro Colom, durch.

## Ergebnis

### Präsidentschaftswahl
| Kandidaten                                                                         | Kandidaten                  | Parteien                                            | 1. Wahlgang | 1. Wahlgang | 2. Wahlgang | 2. Wahlgang |
| Kandidaten                                                                         | Kandidaten                  | Parteien                                            | Stimmen     | %           | Stimmen     | %           |
| ---------------------------------------------------------------------------------- | --------------------------- | --------------------------------------------------- | ----------- | ----------- | ----------- | ----------- |
|                                                                                    | Jimmy Morales               | Frente de Convergencia Nacional                     | 1.152.394   | 24,0        | 2.751.058   | 67,4        |
|                                                                                    | Sandra Torres               | Unidad Nacional de la Esperanza                     | 948.809     | 19,8        | 1.328.342   | 32,6        |
|                                                                                    | Manuel Baldizón             | Libertad Democrática Renovada                       | 930.905     | 19,4        |             |             |
|                                                                                    | Alejandro Giammattei        | Fuerza                                              | 313.628     | 6,5         |             |             |
|                                                                                    | Zury Ríos                   | Visión con Valores                                  | 286.730     | 6,0         |             |             |
|                                                                                    | Lizardo Sosa                | Todos                                               | 259.673     | 5,4         |             |             |
|                                                                                    | Mario David García          | Partido Patriota                                    | 214.532     | 4,5         |             |             |
|                                                                                    | Roberto González Díaz-Durán | Compromiso, Renovación y Orden – Partido Unionista  | 166.960     | 3,5         |             |             |
|                                                                                    | Mario Estrada               | Unión del Cambio Nacional                           | 163.974     | 3,4         |             |             |
|                                                                                    | Juan Guillermo Gutiérrez    | Partido de Avanzada Nacional                        | 149.925     | 3,1         |             |             |
|                                                                                    | Miguel Ángel Sandoval       | Winaq – Unidad Revolucionaria Nacional Guatemalteca | 101.347     | 2,1         |             |             |
|                                                                                    | José Ángel López            | Encuentro por Guatemala                             | 43.916      | 0,9         |             |             |
|                                                                                    | Luis Fernando Pérez         | Partido Republicano Institucional                   | 41.554      | 0,9         |             |             |
|                                                                                    | Aníbal García               | Movimiento Nueva República                          | 28.383      | 0,6         |             |             |
| Gesamt                                                                             | Gesamt                      | Gesamt                                              | 4.802.730   | 100         | 4.079.400   | 100         |
|                                                                                    |                             |                                                     |             |             |             |             |
| Ungültige Stimmen                                                                  | Ungültige Stimmen           | Ungültige Stimmen                                   | 467.759     | 8,9         | 163.454     | 3,9         |
| Wähler                                                                             | Wähler                      | Wähler                                              | 5.270.489   | 69,7        | 4.242.854   | 56,1        |
| Wahlberechtigte                                                                    | Wahlberechtigte             | Wahlberechtigte                                     | 7.556.873   |             | 7.556.873   |             |
|                                                                                    |                             |                                                     |             |             |             |             |
| Quellen: Tribunal Supremo Electoral, 1. Wahlgang – 2. Wahlgang – Memoria electoral |                             |                                                     |             |             |             |             |

### Parlamentswahl
| Listen                                                                                             | Listen                        | Provinzialstimmen | Provinzialstimmen | Provinzialstimmen | Nationalstimmen | Nationalstimmen | Nationalstimmen | Mandate Gesamt |
| Listen                                                                                             | Listen                        | Stimmen           | %                 | Mandate           | Stimmen         | %               | Mandate         | Mandate Gesamt |
| -------------------------------------------------------------------------------------------------- | ----------------------------- | ----------------- | ----------------- | ----------------- | --------------- | --------------- | --------------- | -------------- |
| | Libertad Democrática Renovada | –                 | –                 | 38                | 860.783         | 18,4            | 7               | 45             |
| Gesamt                                                                                             | Gesamt                        | 0                 | 100               | 127               | 4.684.133       | 100             | 31              | 158            |
| |                               |                   |                   |                   |                 |                 |                 |                |
| Wahlberechtigte                                                                                    | Wahlberechtigte               | 7.556.873         |                   |                   | 7.556.873       |                 |                 |                |
| |                               |                   |                   |                   |                 |                 |                 |                |
| Quellen: Tribunal Supremo Electoral, Nationalstimmen – Provinzialstimmen: Summe nach Departamentos |                               |                   |                   |                   |                 |                 |                 |                |